# Мадона дела Луче (Ријети)
Мадона дела Луче је насеље у Италији у округу Ријети, региону Лацио.
Према процени из 2011. у насељу је живело 75 становника. Насеље се налази на надморској висини од 392 м.